# Western Islands (Torres Strait)
Als Western Islands wird eine Inselregion im Verwaltungsbezirk Torres Shire des australischen Bundesstaats Queensland bezeichnet. Die Inselregion wird auch mit Near Western Islands bezeichnet.
Zum Gebiet zählen einige Torres-Strait-Inseln in der Mitte und im Westen der Torres-Straße, einer rund 150 Kilometer breiten Meerenge zwischen der nordostaustralischen Kap-York-Halbinsel und der Südküste von Neuguinea, genauer der Western Province des Staates Papua-Neuguinea.
In der Region Western Islands liegen insbesondere die Bellevue-Inseln mit der Hauptinsel Mabuiag sowie die Inseln rund um Badu und Moa.